# Spahi
Los spahis son tropas de caballería ligera del ejército francés reclutadas entre la población nativa del África del Norte y tradicionalmente estaban formadas por tropas nativas y oficiales europeos. 

## Historia

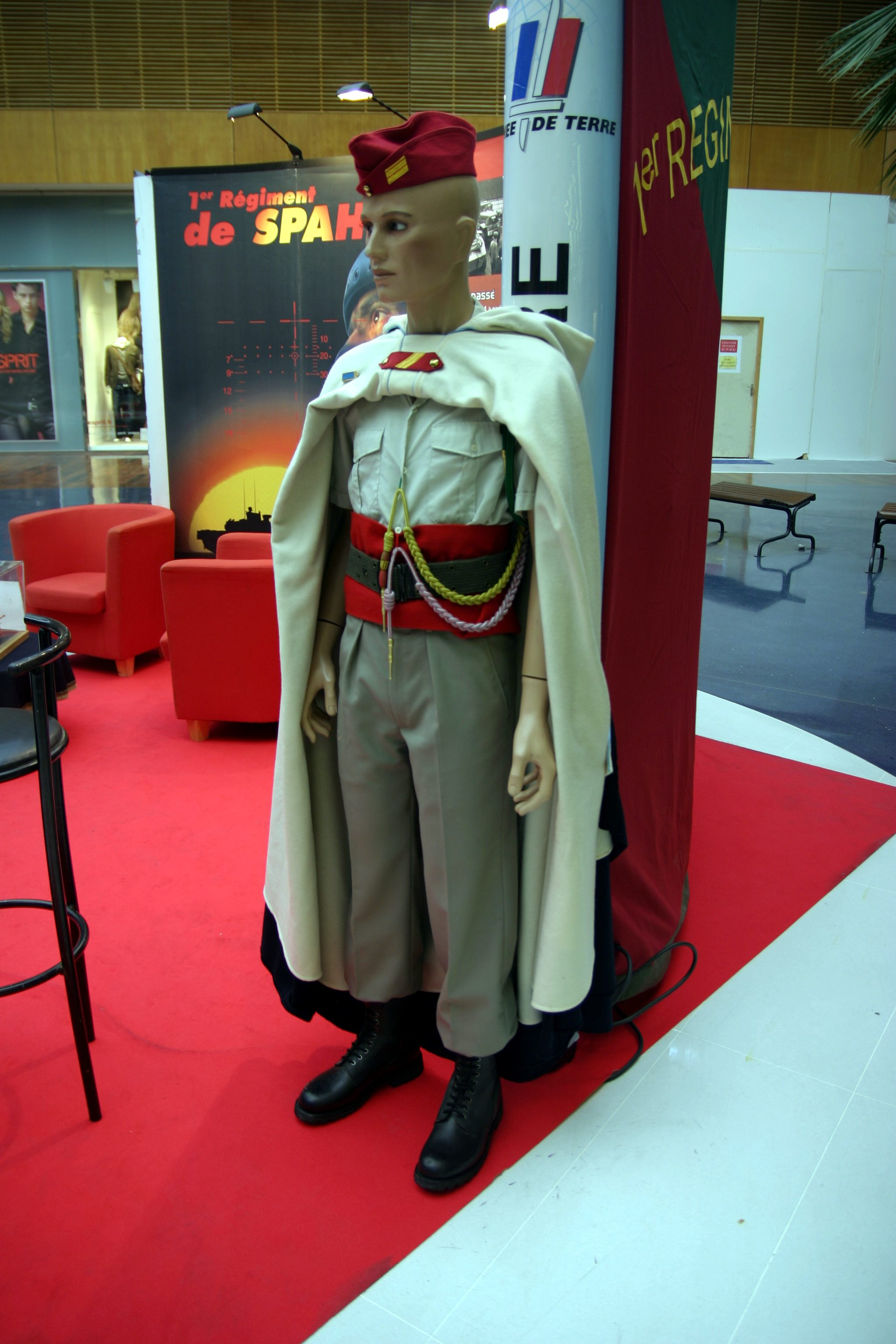
Un maniquí con un uniforme de spahi francés en un museo.

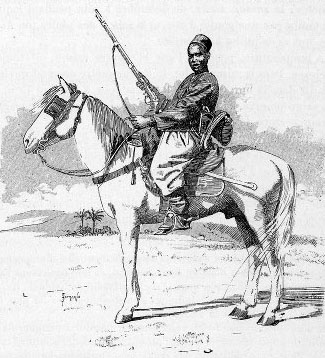
Un spahi senegalés montado a caballo, 1890.

Las primeras unidades de spahis coloniales se formaron en 1831, había spahis en Argelia, en Túnez y en Marruecos, y fueron empleados en varias guerras, tanto en las colonias como en el frente europeo. Durante la mayor parte de su historia los spahis del ejército de tierra francés vistían un uniforme de estilo turco otomano, similar a los zuavos, pero con el albornoz argelino como pieza de ropa más característica. La atadura era, según los casos, el guennour, un tipo de turbante, o bien un sombrero llamado fez (llamado oficialmente chéchia) que caracterizaba a los cuerpos coloniales del ejército francés. Como el resto de tropas coloniales francesas, en 1915 el uniforme de campaña pasó a ser de color caqui, pero conservando detalles propios del diseño original, así como, el sombrero fez. La mayor parte de las unidades de spahis del ejército francés desaparecieron en 1962, con la liquidación del ejército colonial francés. Por tradición, el ejército francés ha conservado un único regimiento de spahis formado por ciudadanos franceses, que tiene su base en Valence, en el departamento de Drôme, Francia.

## Miscelánea
Uno de los personajes principales de El conde de Montecristo, de Alejandro Dumas, Maximiliano Morrel, es capitán de spahis.